# Jules Koundé
Jules Olivier Koundé (n. 12 noiembrie 1998, Paris, Île-de-France, Franța) este un fotbalist francez, care joacă pe post de fundaș la Barcelona în La Liga.

## Carieră

### Bordeaux
Koundé a debutat în prima echipă la Bordeaux în 2-1 Cupa Franței în deplasare în fața SUA Granville în optimi pe 7 ianuarie 2018, jucând cele 90 de minute normale de timp și cele 30 de minute suplimentare. A debutat în Ligue 1 pentru Bordeaux, câștigând cu 1-0 în deplasare pe Troyes pe 13 ianuarie 2018. La 10 februarie 2018, Koundé a înscris golul inițial al unei victorii pe teren propriu cu 3-2 în Ligue 1 împotriva lui Amiens; a fost primul său gol din carieră în Ligue 1 și primul său gol pentru prima echipă a Bordeauxului.

### Sevilla
Pe 3 iulie 2019, el a semnat pentru clubul spaniol Sevilla FC. Suma de transfer plătită către Bordeaux a fost raportată la 25 de milioane de euro.

### Barcelona
Pe 29 iulie 2022, Barcelona a anunțat un acord cu Sevilla pentru transferul lui Koundé în schimbul la 50 de milioane de euro.